# Doctorado Profesional en Ingeniería
El Doctorado Profesional en Ingeniería (abreviado en inglés PDEng) es un título de post-master holandés que se otorga a los estudiantes licenciados en programas de Diseño Tecnológico (ingeniería) en los cuales el alumnado desarrolla capacidades para trabajar dentro de un contexto profesional. Estos programas se centran en aplicar técnicas y diseños en los distintos campos de la ingeniería . Los programas de diseñadores tecnológicos PDEng se iniciaron como una petición de la industria de alta tecnología holandesa. Las compañías de alta tecnología necesitan profesionales que puedan diseñar y desarrollar productos y procesos nuevos y más complejos,  y ofrecer soluciones innovadoras. Todos los  programas trabajan estrechamente junto con la industria de alta tecnología, ofreciendo a los alumnos la oportunidad de participar en proyectos de gran escala y de diseño multidisciplinario. Con esta cooperación, los programas PDEng proporcionan a los alumnos de una valiosa red  de contactos en la industria. Cada programa cubre un campo tecnológico diferente, por ejemplo, dirección de proyectos de construcción arquitectónicos complejos, diseño de mecanismos para interfaces de usuario para productos de consumidor o desarrollo de sistemas de software de la alta tecnología para sistemas. La participación en un programa con la abreviatura de PDEng requiere al menos de una Maestría (Maestría en Ciencias o M. Sc.) en un campo relacionado. El PDEng a veces puede ser confundido con un PhD, pero no son comparables.
Los títulos de PDEng pueden ser obtenidos en tres Universidades técnicas de Los Países Bajos, Universidad Técnica de Delft, Universidad Técnica de Eindhoven, y Universidad de Twente. Entre estas universidades existen programas de cooperación como la Federación 4TU y su Instituto Stan Ackermans .

## Acreditación
Los programas de Doctorado Profesional en Ingeniería (PDEng) conllevan un contrato de dos años a jornada completa. Estos programas están certificados por el Comité de Certificación holandés para Programas de Diseño Tecnológico (CCTO o en neerlandés: Nederlandse Certificatiecommissie voor Opleidingen tot Technologisch Ontwerper), el cual representa los intereses de la organización de Empresarios de la Industria Holandesa (VNO-NCW/MKB Netherlands) y la Sociedad Real de Ingenieros Holandeses (en neerlandés: Koninklijk Instituut Furgoneta Ingenieurs - KIVI). El objetivo principal del CCTO es asegurar el control de los programas de acuerdo con los altos estándares establecidos tanto por la academia como por la industria. El comité revisa este programa cada cinco años para asegurar continuó cumplimiento de los estándares.
A pesar de que ambos, PDEng y PhD, son reconocido como graduados de posgrado, no son lo mismo. Un PDEng tiene una orientación práctica y no requiere de una investigación académica para graduarse.

## Historia
El nombre de Doctorado Profesional en Ingeniería (PDEng) nace tras adoptar los licenciados con Grado y Máster al Proceso de Bolonia. La mayoría de universidades holandesas adoptaron el nuevo sistema a partir de 2001. Sin embargo, el PDEng se conoció oficialmente como la Maestría de Diseño Técnico (en inglés MTD) a partir de 2004. Desde entonces, las Juntas Ejecutivas de TU/e, TUD y UT decidieron conjuntamente utilizar PDEng. 

## Admisión
La aplicación es abierta a licenciados universitarios de Países Bajos y otros países. Los alumnos tienen que estar graduados al menos de una maestría en Ciencias o equivalente, preferentemente en las mismas ciencias. Además, el solicitante tiene que mostrar interés por el diseño de soluciones para resolver problemas tecnológicos complejos. Puede haber una evaluación y procedimiento de selección antes de entrar en un programa. Los programas de PDEng utilizan criterios de selección estrictos para asegurar la alta calidad requerida. Presentar calificaciones excelentes, motivación y una actitud orientada al diseño son factores de vital importancia. Los alumnos también deben de tener un excelente nivel de inglés. Los procedimientos de admisión y de selección son diferentes en las tres universidades. Todas las  solicitudes están juzgadas por el Comité de Selección.

## Programas PDEng de cada universidad
Programas PDEng Archivado el 7 de abril de 2014 en Wayback Machine.  en la  Universidad Técnica de Delft
- Ingeniería Civil y Medioambiental (BPE) Archivado el 20 de octubre de 2020 en Wayback Machine.
- Ingeniería de Bioprocesos (BPE)
- Diseño de Productos Químico  (CPD)
- Diseño de Proceso y Equipamiento (PED)

Programas PDEng en la Universidad Técnica de Eindhoven
- Diseño de Sistemas Automovilísticos (ASD) Archivado el 4 de octubre de 2015 en Wayback Machine.
- Clínico Informático (CI)
- Ciencia de Datos (DS)
- Diseño de Sistemas de Ingeniería Eléctrica - Diseño de Sistemas para la Atención Médica (DEES - HSD)
- Diseño de Sistemas de Ingeniería Eléctrica - Información  y Tecnología de Comunicación (DEES - ICT)
- Ingeniería Industrial (IE)
- Diseño de Sistemas Mecatrónicos (MSD) (enlace roto disponible en Internet Archive; véase el historial, la primera versión y la última).
- Diseño de Procesos y Productos (PPD)
- Ingeniero Médico Cualificado (QME)
- Edificios y Ciudades de Infraestructura Energética Inteligente (SEB&C)
- Tecnología de Software (ST)
- Interacción de Sistema del Usuario (USI)

Programas PDEng  en la Universidad de Twente
- Empresarial & Tecnología Informática (BIT)
- Ingeniería Civil (CE)
- Tecnología Energética & de Proceso (EPT)
- Mantenimiento (MT)
- Robótica (R)